# دیواندره

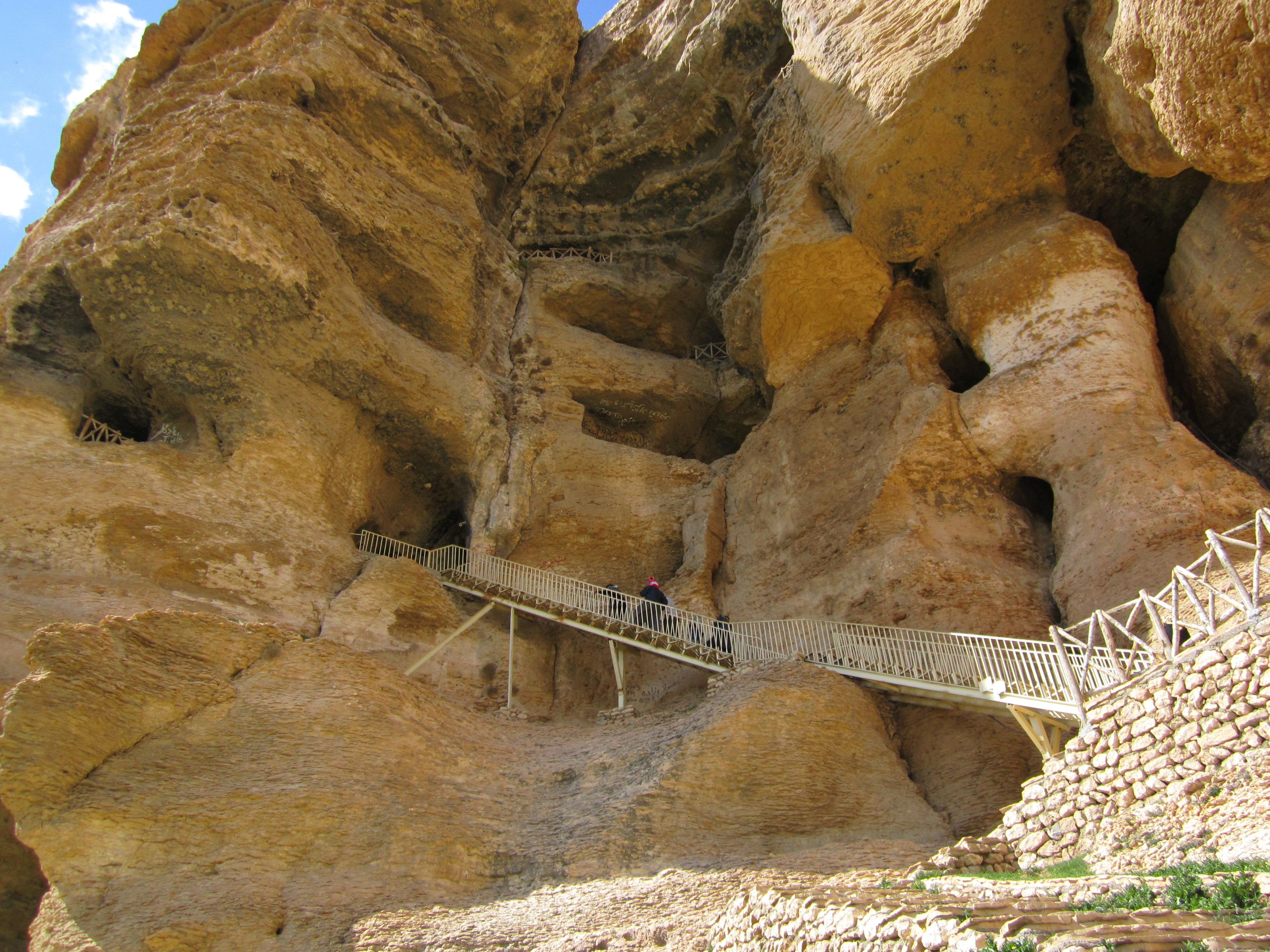
غار کرفتو

دیواندَره مرکز شهرستان دیواندره در استان کردستان در غرب ایران است.
این شهر را از طرفی رشته کوه‌های چهل‌چشمه، هوازو، دشت سارال و از طرفی دیگر منطقه‌های بیجار گروس و تیلکو آن را احاطه کرده‌اند. 
غار کرفتو با فاصله ۷۰ کیلومتر در شمال غربی شهرستان دیواندره قرار دارد که نمونه‌ای بارز از دوران زندگی پیشینیان مردمان کرد در این منطقه می‌باشد. این غار نشانگر وجود تمدن و حیات تا دو هزار سال قبل از میلاد در منطقه دیواندره است.
دیواندره یکی از مراکز مهم تولید گندم در کردستان و ایران است. همچنین یکی از مراکز سنتی دامداری و‌ تولید گوشت قرمز در غرب ایران به شمار میرود. 
زبان اهالی این شهر کردی مرکزی با لهجه اردلانی است و زبان فارسی به عنوان زبان آموزش و نوشتار رسمی‌ مورد استفاده قرار می‌گیرد.

## ریشه نامگذاری
دیواندره از دو کلمه دیوان + دره تشکیل شده‌است، دیوان یعنی جایگاه و محل قانون، عدالت و جای حل اختلافات و چون این دیوان خانه معروف گشته‌است. 
پسوند دره درساختار اسمی  اکثر روستاهای  اطراف ناحیه دیواندره و  شهر #دیواندره وجود دارد مانند .قره‌دره .دوزخ‌دره .اله‌دره‌. دره سفته.و همچنین چپ‌دره گزدره و آقدره نزدیک تکاب دره پنبه دان و دره شیخان نزدیک سقز   گمه دره نزدیک سنندج دره تفی و دره ناخی نزدیکی مریوان و.... 
دیواندره می‌تواند همچون کلمه دێولان که شهری نزدیک به آن است از کلمه باستانی دێو به معنای خدا ساخته شده باشد؛ یعنی دره خدایان.

## وضعیت طبیعی

### موقعیت جغرافیایی
شهر دیواندره با ارتفاع ۱,۸۵۰ متر در منطقه‌ای کوهستانی و نیمه‌جنگلی و در ۶۶ کیلومتری شمال سنندج قرار دارد. 
شهر دیواندره بین ۳۵ درجه و ۵۲ دقیقه  تا ۳۵ درجه و ۵۸ دقیقه عرض شمالی‌ و ۴۶ درجه و ۵۸ دقیقه عرض شمالی تا ۴۷ درجه و ۶ دقیقه طول شرقی‌ از نصف النهار گرینویچ واقع شده است. 
به‌ لحاظ مرز‌های داخلی‌، از شمال‌ به‌ شهرستان‌ تکاب از استان آذربایجان غربی، از شرق‌ به شهرستان بیجار، از جنوب‌ به‌ شهرستان سنندج، از غرب‌ به‌ شهرستان سقز و از جنوب‌ غربی به‌ بخش‌ سرشیو از مریوان محدود می‌شود.

### رودخانه ها
رودخانه های فراوان در شهرستان جریان دارد، كه اكثر آنها فصلی است و از آب شدن برف ها و بارندگی های فصلی به وجود می آید.
در منطقه دو رودخانه مهم و دائمی به نام های قزل اوزن و یول كشتی وجود دارد كه رودخانه قزل اوزن از ارتفاعات چهل چشمه و سارال سرچشمه می گیرد و با نام سفید رود به دریای خزر می ریزد . رودخانه یول كشتی نیز سرچشمه آن حوضه های ابگیر فلات اوباتو است كه پس از طی مسیری به رود قزل اوزن می پیوندد.

### کوه‌ها
چهل‌ چشمه‌ از رشته کوه‌های مرتفع‌ کردستان است که در منطقه‌ بخش چهل چشمه ’ شهرستان دیواندره‌ قرار دارد. نام چهل چشمه به سبب وجود آبشارها و چشمه‌های فراوان آن برای این کوه انتخاب شده است.

### آب و هوا
بنا بر طبقه بندیهای جغرافیایی شهرستان دیواندره در مناطق کوهستانی طبقه‌بندی می‌شود. وجود کوه‌هایی مانند «هوازو»، «تاله سوار» و «شیخ شرف» در نزدیکی شهر و قلل مرتفع رشته کوه چهل چشمه در سطح شهرستان؛ باعث شده‌است تا زمستانهایی سرد، تابستانهای معتدل و بهاری بارانی و دلپذیر داشته باشد.

## پیشینه تاریخی
شهرستان دیواندره از زمان صفویه به بعد تحت نفوذ دو شهر بزرگ استان كردستان –سنندج در جنوب و سقز در شمال –بوده است .
با تقویت راه سنندج –سقز، به تدریج روستای دیواندره در وسط این راه، به عنوان یك مركز جمعیتی و بین راهی گسترش می یابد و در سال های اوایل دهه پنجاه شمسی به صورت یك شهر كوچك پا به عرصه وجود می نهد. بنابراین مهم ترین عامل در ایجاد شهر دیواندره موقعیت میان راهی آن بوده است.
در كنار این عامل با توجه به رشد اقتصادی –اجتماعی منطقه و افزایش ارزش افزوده، ایجاد یك مركز جمعیتی به صورت شهر برای تجمع و انباشت ثروت و مبادله كالا ضرورت می یابد. بدیهی است كه این مركز باید بهترین دسنرسی را با شهرهای بلافصل آن و بالاخص مركز استان، داشته باشد.

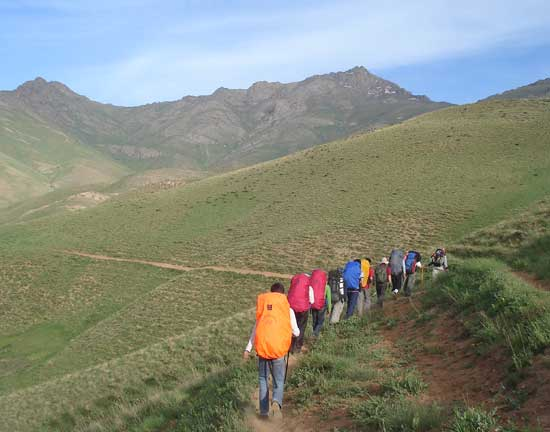
رشته کوه چهل چشمه دیواندره

چنین نقطه سكونتی روستای دیواندره بود كه از سال های دهه ی چهل به بعد روند تبدیل آن به شهر آغاز شد. در سال 1345، دیواندره یكی از بخش های شهرستان سنندج بوده و پرجمعیت ترین روستای آن دیواندره بوده كه 1822 نفر جمعیت داشته است.

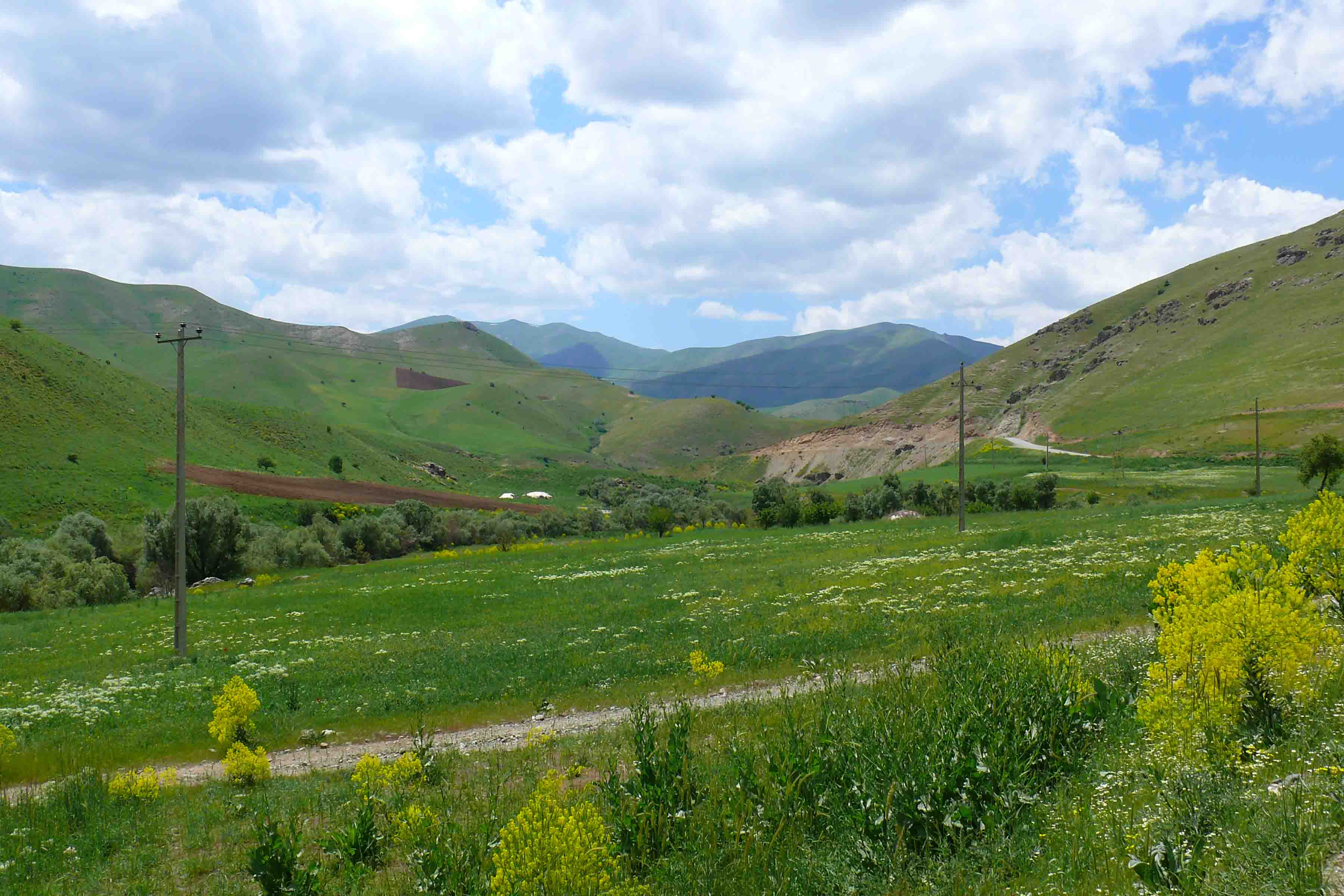
طبیعت زیبای بخش سارال

## مردم‌نگاری

### زبان و گویش
مردم دیواندره به زبان کردی و با لهجه‌ اردلانی صحبت می‌کنند. البته گویش روستاهای دیواندره در چهارجهت جغرافیایی آن متفاوت است. مثلاً گویش مناطق غربی این شهرستان به سورانی مکری نزدیکتر است. گویش مناطق شمالی به گویش کرد تکابی و گویش مناطق جنوبی و شرقی به گویش اردلانی و لیلاخی نزدیکتر است.  گویش ساکنان شهر دیواندره نیز مجموعی از لهجه های اشاره شده است.

### دین و مذهب
دین مردم اسلام و پیرو مذهب تسنن (شافعی) می‌باشند.

## گردشگری
- منطقه سارال
- چهل چشمه
- غارکرفتو
- هه وازو (واقع در روستای تبریزخاتون)
- سد سیاه زاغ -رودخانه‌های دیواندره

رودخانه قزل اوزن رودخانه سیروان کوچک
رود دیواندره که نهایتاً به قزل اوزن متصل و به دریای خزر می‌ریزد و سرچشمه رود زرینه رود و سیمینه رود که به دریاچه ارومیه مختوم می‌گردد از این شهرستان نشات می‌گیرد
کوه‌های متمایز و منحصر بفرد چهل چشمه خط تقسیم آب سه مخزن بزرگ کشور شامل دریای خزر خلیج فارس و دریاچه ارومیه می‌باشد و از این نظر در کل کشور منحصر به فرد است
کوه‌های دیواندره
کوه‌های بکر و دست نخوردهو با پوشش گیاهی
منحصر به فرد در کل کشور که تفرج گاه‌های دلپذیر و خنک خصوصاً در اردیبهشت و خرداد ماه هستند شامل کوه زلیخا کوه مسجد میرزا کوه شاه نشین کوه شیخ شرف کوه حاج سید کوه تاله سوار کوه هوازو کوه‌های منطقه سارال ک زیستگاه بسیاری از جانداران و پرنده گان این منطقه است
صنعت و معدن
صنعت تولید و معادن دیواندره یک صنعت نوپا و نوین و باسابقه کم ولی پرقدرت با نیروی جوان بومی مسیر خود را درحال حرکت است
که با ایجاد اولین شهرک صنعتی در دیواندره به تازگی و نیز وجود کارگاه‌های صنعتی مختلف انشا الله شاهد توسعه صنایع مختلف و تولیدات باکیفیت و نامدار در بازارهای کشور در این شهرستان خواهیم بود